# Алтай-кижи (наречие)
Наречие алтай-кижи (с алт. — человек Алтая) — южное наречие алтайского языка, основа современного литературного языка алтайцев. Относится к центрально-восточной группе тюркской семьи внутри макросемьи алтайских языков. Распространено в Республике Алтай (Горно-Алтайск, Онгудайский, Усть-Канский, Шебалинский, Усть-Коксинский, Чемальский и частично Майминский районы), Алтайском крае, а также в Новосибирской, Кемеровской и Томской областях.
Становление алтай-кижи восходит к теленгитско-телеутской общности, дробление которой началось на исходе позднего средневековья. Политическое и культурное взаимодействие с западными монголами определило специфику формирования алтай-кижи. До 1948 года наречие называлось ойротским (алт. ойрот тил).
Наречие алтай-кижи относится к агглютинативным языкам: словообразование и словоизменение происходит путём присоединения аффиксов справа от основы в конце. Для наречия характерны:
- Отсутствие категории рода, кроме как в обозначении пола живых существ
- Восемь падежей, склонения различаются в зависимости от звука, на который оканчивается основа
- Пять временных форм глагола: недавнее прошедшее, давнопрошедшее, первое будущее (уверенное, которое должно произойти), второе будущее (прошедше-будущее или необходимость действия в будущем) и повествовательная форма настояще-будущего времени.
- Симметричность восьми кратких а, э (е), о, ӧ, ы, и, у и ӱ и восьми долгих аа, ээ (ее), оо, ӧӧ, ыы, ии, уу и ӱӱ гласных фонем, а также периферийность фонем ии и ыы.
- Долгота гласного, как и в остальных тюркских языках в целом, от которой в квазиомонимах зависит лексическое значение слова (ср.: такаа ‘курица’ – така ‘подкова’, салкындаар ‘будут дуть ветры’ – салкындар ‘ветры’, jаан ‘большой’ – jан= ‘уходить домой, возвращаться домой’, ‘сторона’, таай ‘дядя по линии матери’ – тай ‘жеребёнок до двух лет’, аай ‘порядок, положение’ – ай ‘луна’, аас ‘мало’ – ас ‘варить’ и др)[10][10].

Является наиболее распространенным наречием и основой литературной нормы алтайского языка.